# Federació Internacional d'Handbol
La Federació Internacional d'Handbol (en anglès, International Handball Federation, IHF) és l'organització mundial que es dedica a regular les normes de l'handbol a nivell competitiu i a celebrar competicions i altres esdeveniments cada any.
Té la seu a la ciutat de Basilea, Suïssa. El president en funcions, des de l'any 2000, és Hassan Mustafà d'Egipte.

## Història
El 1928, es va fundar la Federació Internacional d'Handbol Amateur (IAHF) en relació amb els Jocs Olímpics d'Amsterdam, i amb els Jocs Olímpics de Berlín el 1936, la IAHF havia guanyat 23 membres i un ampli reconeixement, cosa que va fer que l'esport ingressés al programa olímpic a l'aire lliure. Dos anys més tard, el 1938 es va celebrar el primer Mundial a Alemanya.
Després de la guerra, Dinamarca i Suècia van prendre la iniciativa d'una nova organització, i amb vuit federacions nacionals (Dinamarca, Finlàndia, França, Països Baixos, Noruega, Polònia, Suècia i Suïssa), es va crear l'IHF el 12 de juliol de 1946 amb el primer congrés de l'associació, que va tenir lloc a Copenhaguen al Palace Hotel. Juntament amb altres més per representació: Bèlgica, Luxemburg, Àustria, Uruguai i els Estats Units d'America van decidir que l'antiga Federació Internacional d'Handbol Amateur (IAHF), de la qual ja havien estat membres, s'hauria de dissoldre i que les tasques i els deures les assumiria la recentment fundada IHF.

## Competicions
L'IHF organitza anualment el Campionat Mundial d'Handbol i la Copa Mundial d'Handbol.

## Organització
L'estructura jeràrquica de la federació està formada pel President, el Secretari General i els Viceperesidents; el Congrés (celebrat cada dos anys), el Consell Executiu i els Comités Tècnics.

### Presidents
- 1946 – 1950: Gösta Björg, de Suècia.
- 1950 – 1971: Hans Baumann, de Suïssa.
- 1971 – 1984: Paul Högberg, de Suècia.
- 1984 – 2000: Erwin Lanc, d'Àustria.
- 2000 - (en càrrec): Hasán Mustafá d'Egipte.

## Federacions continentals

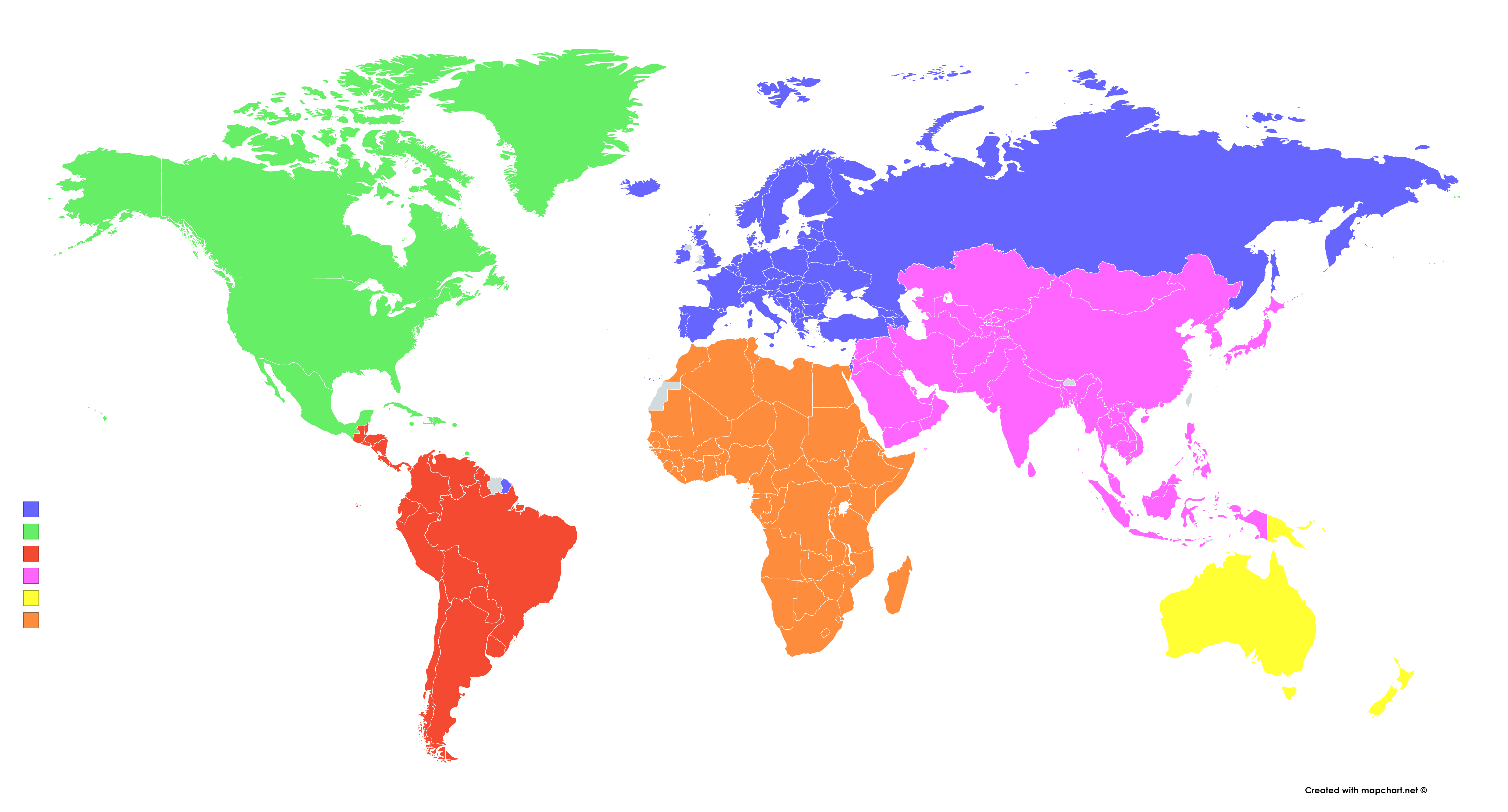
Federacions de l'IHF

A causa del creixement constant de l'IHF, s'han creat durant la història cinc federacions regionals, amb objectius similars als de l'IHF. Aquestes federacions són les encarregades de coordinar tots els aspectes de l'esport a cada regió.
A continuació se'n detallen els noms complets traduïts al català, les sigles en l'idioma original i la zona d'influència de cadascuna de les cinc federacions:
El 2007 l'IHF comptava amb l'afiliació de 159 federacions nacionals repartides en les 5 federacions continentals.